# Hylophilodes rubromarginata
Hylophilodes rubromarginata är en fjärilsart som beskrevs av Bethune-Baker 1906. Hylophilodes rubromarginata ingår i släktet Hylophilodes och familjen trågspinnare. Inga underarter finns listade i Catalogue of Life.